# Bari Vogatori 1894
La Bari Vogatori 1894 è una società canottiera con sede a Bari, attiva principalmente nella voga su lance a 10 vogatori.

## Storia
Fondata nel 2006, la Bari Vogatori 1894 partecipa e organizza manifestazioni sportive su barche d'epoca (lance in legno a 10 vogatori più 1 timoniere).
La data del nome, 1894, si riferisce all'anno di nascita dello sport remiero a Bari: il 6 novembre di quell'anno, per volontà del medico milanese Igino Pampana, nacque la prima associazione sportiva di canottaggio barese, il Circolo Canottieri Sport, divenuto in seguito Circolo Canottieri Barion. Nel 2004, Gaetano Meneghella provò a recuperare le lance a remi dell'Istituto Tecnico Nautico "F. Caracciolo" di Bari, senza successo in quanto le imbarcazioni erano in pessimo stato di conservazione. Le due barche sono state successivamente donate all'associazione Remuri di Brindisi.

## Attività sportiva

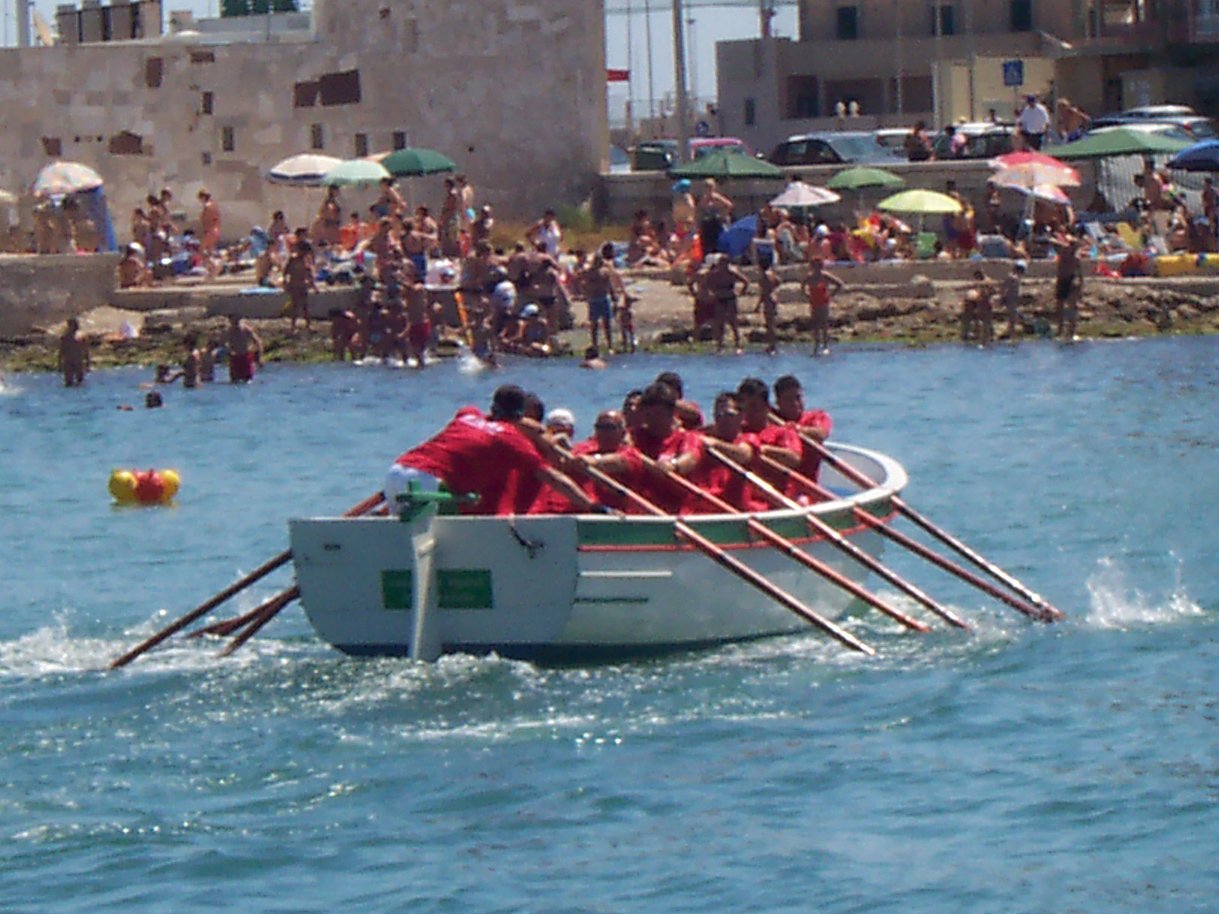
Bari Vogatori dal 1894 durante una gara

Nonostante le prime difficoltà, già nel 2005 la Bari Vogatori 1894 venne inserita nel circuito del Trofeo dell'Adriatico, manifestazione estiva che vede in gara le marinerie storiche di Bari, Giovinazzo, Molfetta (con tre equipaggi), Brindisi, Vasto, Pescara, Martinsicuro, Ortona, Fiume, Dubrovnik, Livorno e Civitavecchia.
L'equipaggio dei primi anni risultava essere composto da canottieri ed ex canottieri di altre società sportive cittadine, quali il CUS Bari, il CC Barion e l'Academy.

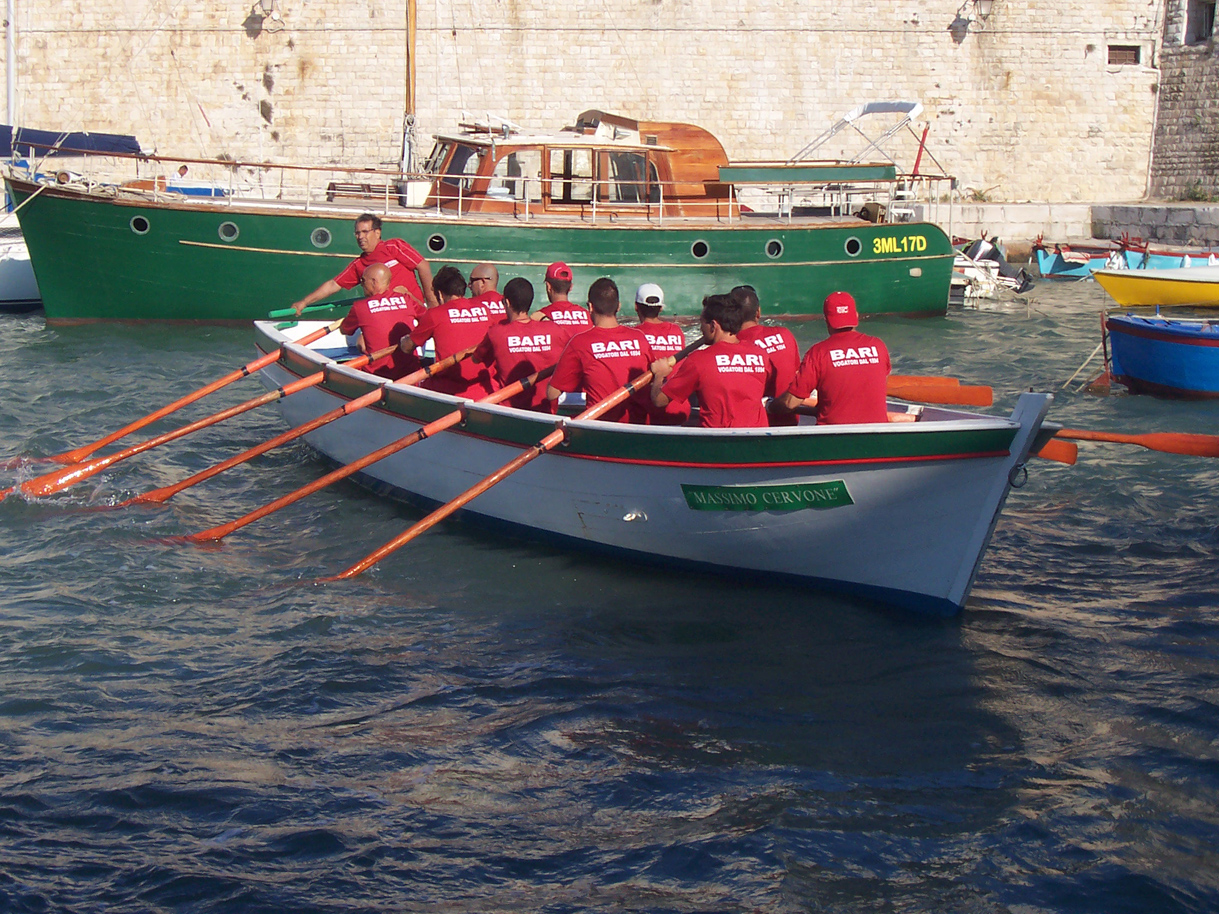
Bari Vogatori dal 1894 con al timone il barese Abramo De Tullio

Nel 2007 la Bari Vogatori 1894 ha organizzato per la prima volta una regata valida per il Trofeo dell'Adriatico.
Dopo buoni piazzamenti nel 2008, il 2009 è stato l'anno dell'affermazione sportiva grazie alla vittoria della 15ª Regata dei Gonfaloni di Pescara, una sorta di Campionato Nazionale a cui partecipano ogni anno le migliori marinerie d'Italia, stabilendo contestualmente il record della manifestazione.